# Kōmyō-zenji

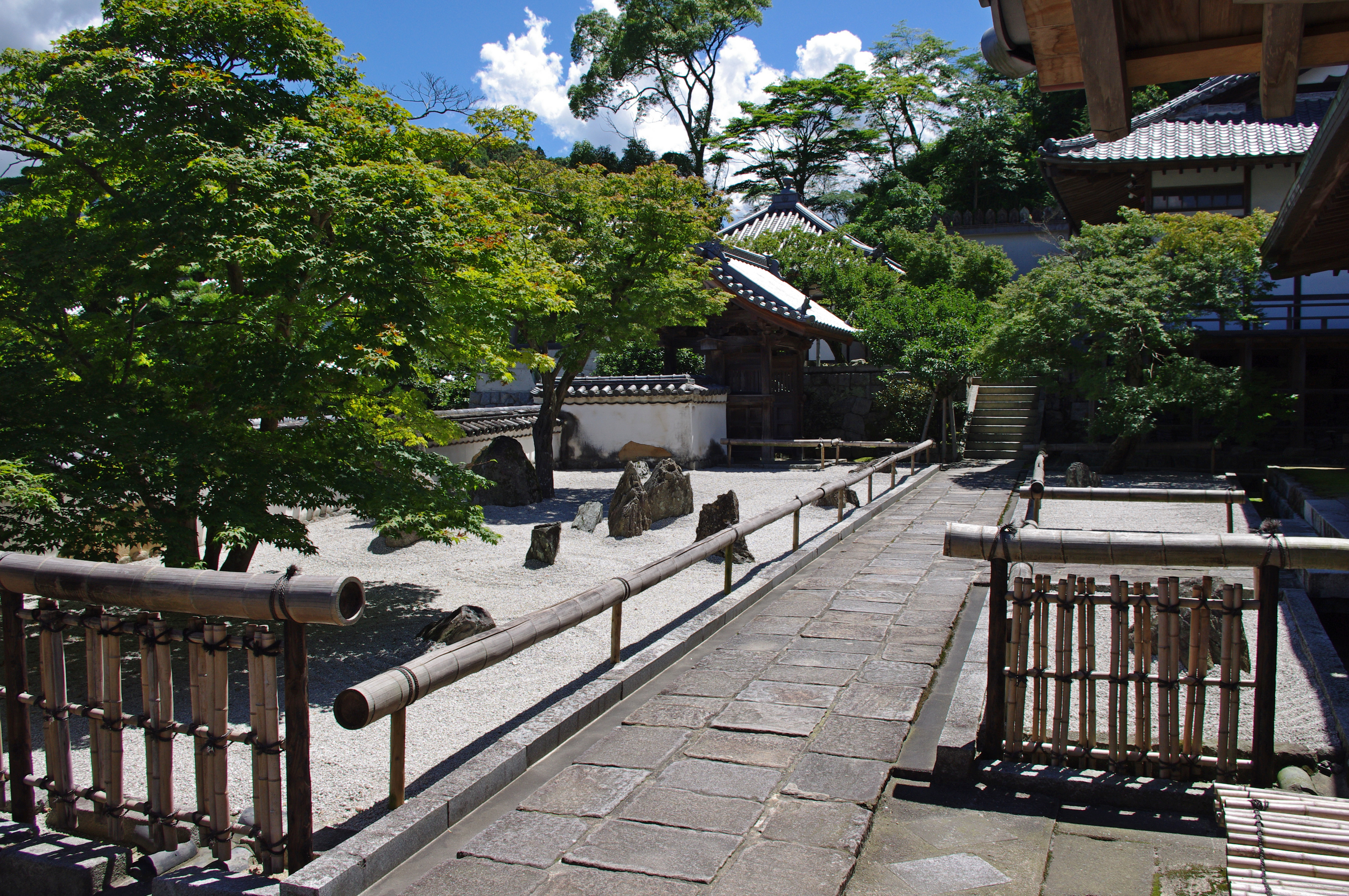
Vorderer Garten im Kōmyō-Zentempel

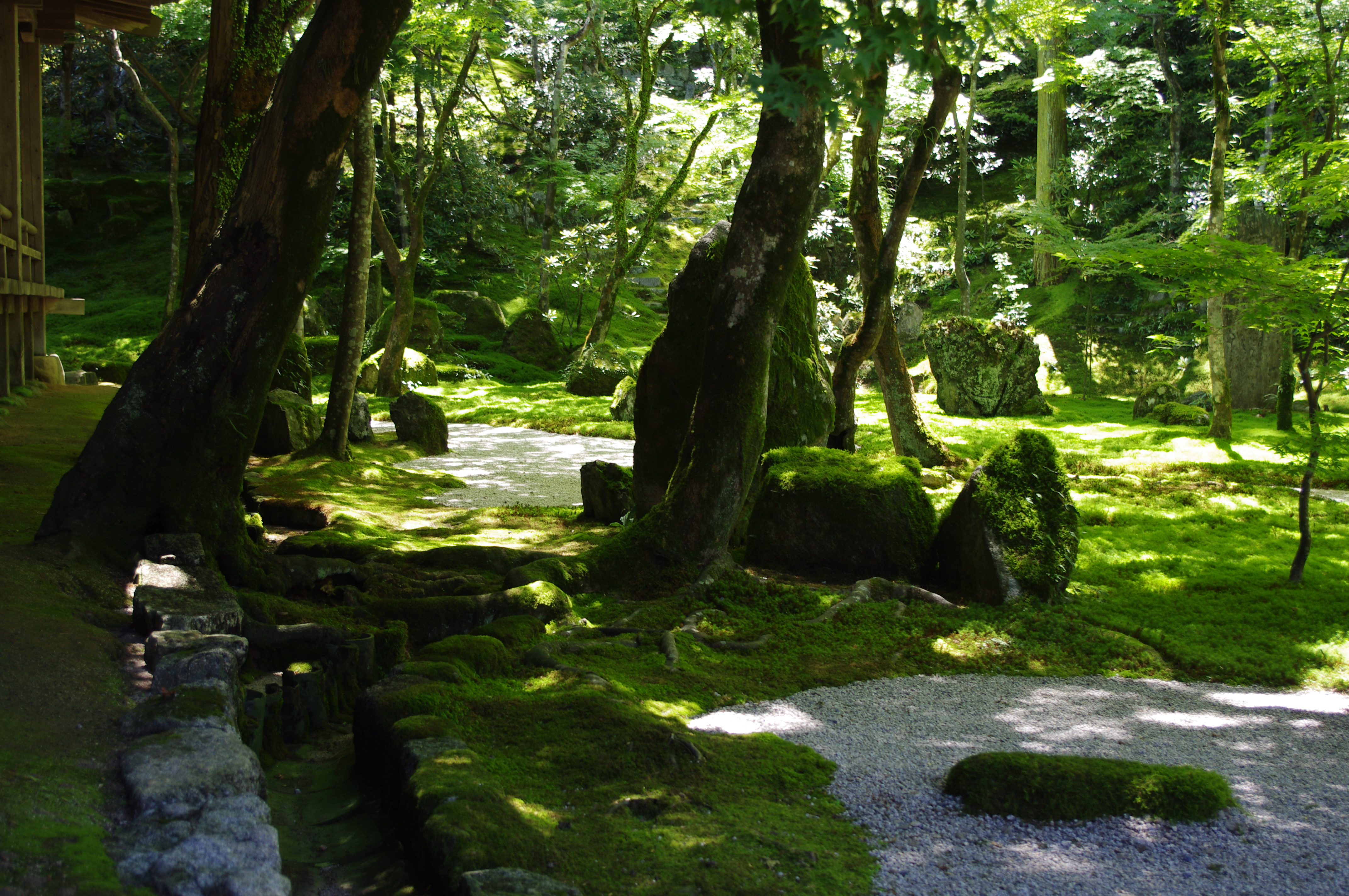
Hinterer Garten im Juli

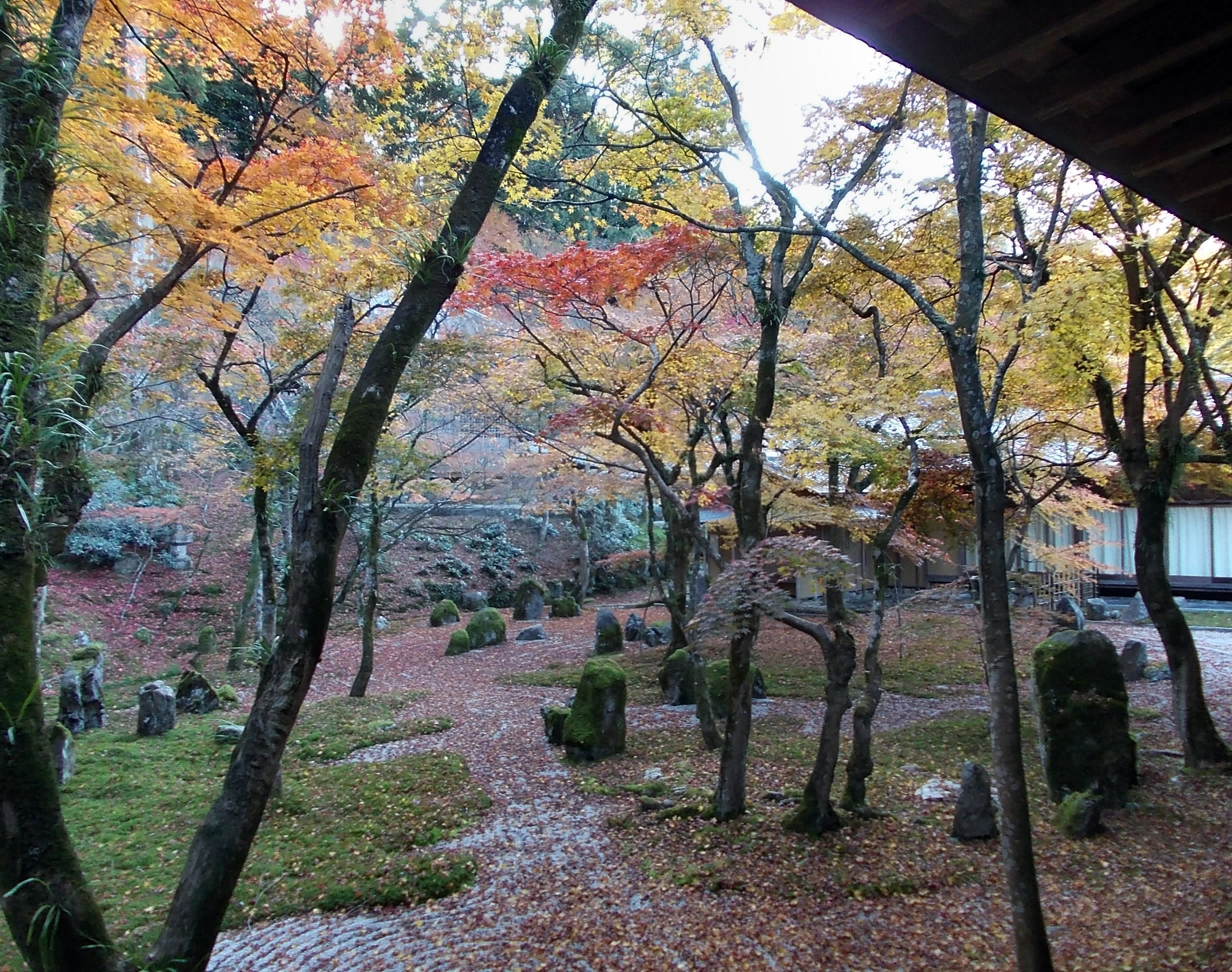
Hinterer Garten im November

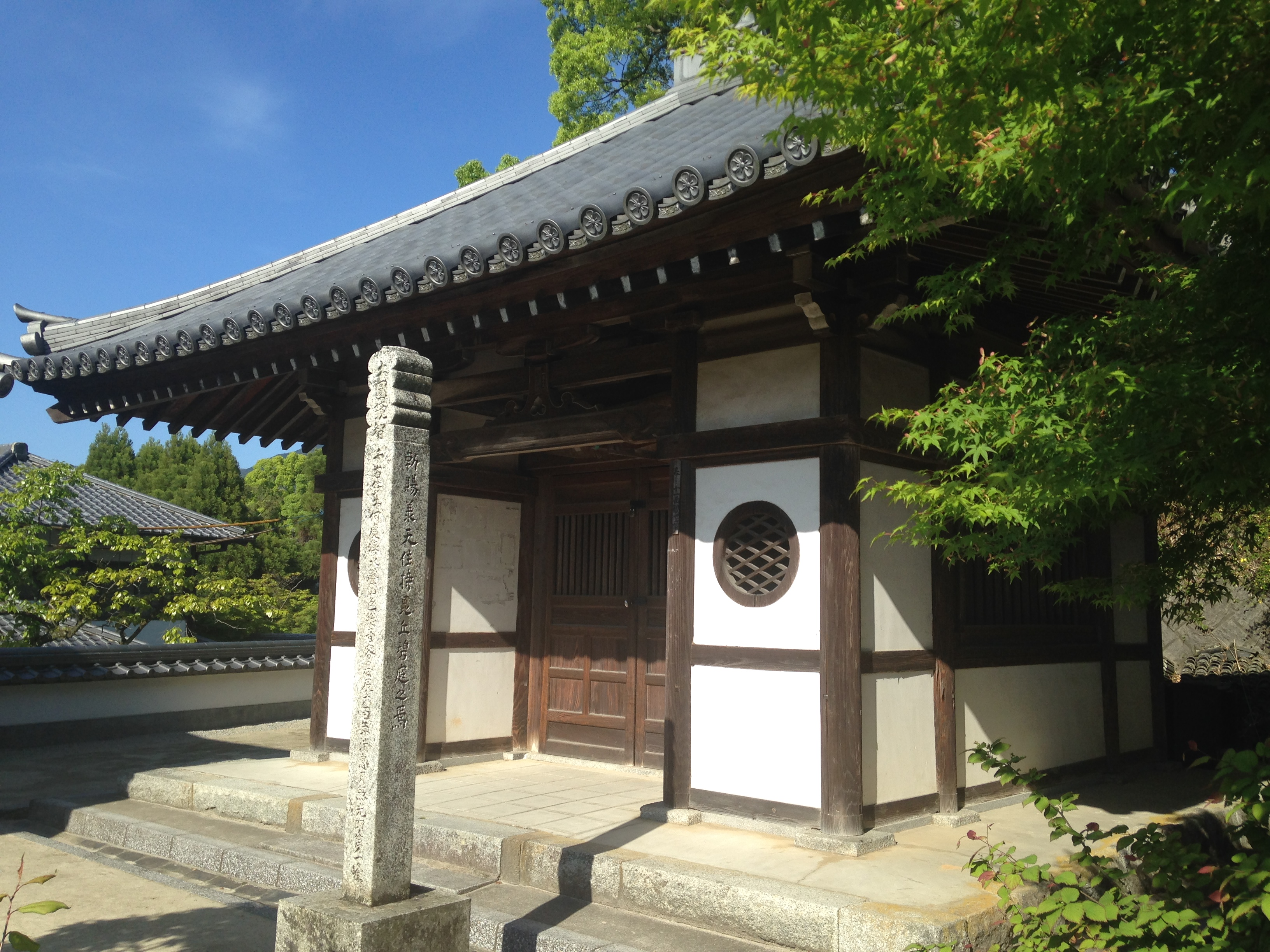
Bujun-Halle (Bujun-dō) mit den Statuen von Wuzhun Shifan, Sugawara no Michizane und Tetsugyū Enshin

Der Kōmyō-zenji (jap. 光明禅寺, dt. „Zen-Tempel der leuchtenden Klarheit“) ist ein Zen-Tempel in Dazaifu (Fukuoka), Japan. Sein Bergtitel Jingozan (神護山, wörtlich „Götterschirmberg“) deutet die enge Beziehung zu dem in unmittelbarer Nachbarschaft liegenden Tenman-gū Schrein an.
Die Anlage wurde während der Kamakura-Zeit im Jahre 1273 von Tetsugyū Enshin (鉄牛円心), einem Mönch der Rinzai-Schule (Tōfuku-ji-Fraktion), gegründet. Bis zur Trennung von Buddhismus und Shintō (Shinbutsu-Bunri) in der frühen Meiji-Zeit diente sie den Priestern des Tenmangū-Schreins als Familientempel. In der Haupthalle befindet sich eine Statue des Medizin-Buddhas Bhaisajyaguru (jap. Yakushi nyorai).
Vor der Haupthalle liegt ein Steingarten mit 15 Felsbrocken, die im Kiesbett zu dem im Tempelnamen enthaltenen Schriftzeichen ‚Licht’ (hikari/kō 光) arrangiert sind. Dies ist der einzige Steingarten auf der Insel Kyushu. Im hinteren Garten (一滴海庭, Itteki kai tei, „Ein-Tropfen-Meer-Garten“) vermitteln Arrangements von Kieselsteinflächen, Felsbrocken und Moos den Eindruck einer vom Meer umgebenen Landschaft. Im Unterschied zu den „Trockenlandschaftsgarten“ (Kare-san-sui) anderer Zen-Tempel gibt es hier eine ansehnliche Zahl von Ahornbäumen usw. Der Garten geht nahezu bruchlos in den dahinter liegenden, bewaldeten Berghang über. Er zählt zu den attraktivsten Tempelgärten Westjapans.

## Belege, Anmerkungen
1. ↑  Wuzhun Shifan (1178–1249) Lehrer von Enni Ben'en; japanische Namenslesung Bujun Shiban
2. ↑  als Gott der Gelehrsamkeit im benachbarten Tenman-gū Schrein verehrt
3. ↑  Enshin (1254–1326) war ein Schüler des eminenten Enni Ben’en (円爾弁円) im Tōfuku-Tempel zu Kyōto.

Koordinaten: 33° 30′ 53,2″ N, 130° 31′ 15″ O